# Новый Акбуляк
Новый Акбуляк (баш. Яңы Аҡбүләк) — деревня в Караидельском районе Республики Башкортостан Российской Федерации. Входит в состав Староакбуляковского сельсовета.

## География

### Географическое положение
Расстояние до:
- районного центра (Караидель): 20 км,
- центра сельсовета (Старый Акбуляк): 2 км,
- ближайшей ж/д станции (Щучье Озеро): 73 км.

## Население
| 2002 | 2009 | 2010 |
| ---- | ---- | ---- |
| 291  | ↗301 | ↘278 |

### Национальный состав
Согласно переписи 2002 года, преобладающая национальность — башкиры (94 %).